# Вбивство Троцького
«Вбивство Троцького» — британський історичний драматичний фільм 1972 року режисера Джозефа Лоузі за сценарієм Ніколаса Мозлі. У ньому зіграли Річард Бертон у ролі Льва Троцького, а також Ромі Шнайдер і Ален Делон.

## Сюжет
Вигнаний з Радянського Союзу в 1929 році, Лев Троцький подорожує з Туреччини до Франції та Норвегії, перш ніж прибути до Мексики в січні 1937 року. Дія фільму починається в Мехіко 1940 року під час святкування Першого травня. Троцький не залишився поза увагою радянського диктатора Радянського Союзу Йосипа Сталіна, який посилає вбивцю, на ім’я Френк Джексон. Вбивця вирішує проникнути в будинок Троцького, подружившись з одним із молодих комуністів із кола Троцького.

## У ролях
- Річард Бертон — Лев Троцький
- Ален Делон — Френк Джексон
- Ромі Шнайдер — Гіта Семюелс
- Валентіна Кортезе — Наталія Сєдова Троцька
- Луїджі Ваннучкі — Руїса
- Жан Десайі — Альфред Росмер
- Сімона Валер — Маргеріт Росмер
- Дуіліо Дель Прете — Феліпе
- Джек Беттс — Лу (Хант Пауерс)
- Майкл Форест — Джима
- Клаудіо Брук — Роберто
- Джошуа Сінклер — Сем
- Джорджіо Альбертацці — комісар

## Виробництво
У 1965 році Йозеф Шафтель вибрав роман Бернарда Вульфа «Великий принц помер». Фільм був спільним виробництвом французької компанії Valoria та Діно Де Лаурентіса. Спочатку він мав бути знятий в Англії, але зрештою був знятий у Римі. Як джерело для фільму використано книгу Ісаака Дона Левіна «Розум вбивці».
За словами автора Мелвіна Брегга, режисер Джозеф Лоузі був настільки п’яний і втомлений, що покладався на довгі монологи Бертона, щоб продовжити фільм, у деяких випадках навіть забуваючи, що було в сценарії. Сам Бертон писав, що він чи дівчина, яка відповідає за діалоги, мали нагадати Лоузі про речі, що знімалися на майданчику.

## Курйози
Вбивство Троцького було включено як один із варіантів у книзі «П'ятдесят найгірших фільмів усіх часів».